# Frédéric II de Mantoue
Frédéric II de Gonzague (en italien Federico II Gonzaga), est un aristocrate italien de la Maison de Gonzague né le 17 mai 1500 à Mantoue et mort le 28 juin 1540 à Marmirolo. Il fut le cinquième marquis et 1er duc de Mantoue (région de Lombardie en Italie), titré Frédéric II, et marquis de Montferrat (région du Piémont), titré Frédéric Ier.

## Biographie
Frédéric, fils aîné de François II de Mantoue et d'Isabelle d'Este, a 19 ans lorsque son père meurt en 1519.
La jeunesse de Frédéric fut pour le moins mouvementée car, au-delà de la vie de cour auprès d'une mère fort aimante, il dut par deux fois quitter Mantoue pour des périodes, assez longues pour un enfant, comme otage. Ce fut une première fois le cas en 1510, alors qu'il n'avait que dix ans. Il dut partir à Rome, à la cour du pape Jules II, où il resta jusqu'en 1513 en gage de fidélité de son père, lieutenant au service du pape. Puis, alors qu'il avait quinze ans, il partit à la cour du roi de France, François Ier, où il resta de 1515 à 1517.

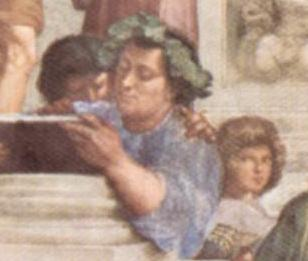
Épicure et Frédéric II enfant
Extrait de L'École d'Athènes
fresque de Raphaël, 1509-1510
(Salle des signatures, Vatican).

Ces exils ne furent pas des incarcérations mais plutôt des « séjours obligés ». Il y vécut tout à fait normalement, comme un membre de la cour, et eut l'occasion de faire la rencontre des artistes et hommes de lettres les plus en vue de l'époque. Lui-même fit montre de sa riche culture et de son éducation. À Rome, le peintre Raphaël le représenta dans sa fresque de l'École d'Athènes et l'on peut penser qu'il rencontra également Michel-Ange, Bramante, Pérugin et Le Sodoma. Le roi de France lui fit rencontrer Léonard de Vinci dans son château d'Amboise.
De retour de France, il fut enrôlé comme gonfalonier de l'Église comme son père l'avait été. En 1519, François Ier lui décerne le grade de chevalier de l'Ordre de Saint-Michel dont il démissionnera deux ans plus tard.
Un des faits d'armes auquel participa Frédéric II, fut la prise de la cité de Parme alors occupée par les troupes de François Ier de France à la suite de la bataille de Marignan de septembre 1515 et du concordat de Bologne d'août 1516. Le pape Léon X soutenu par l'Empereur Charles Quint, souhaite reprendre Parme et Plaisance, les considérant possessions de l'Église. En août 1521, Prospero Colonna, généralissime des armées coalisées, assisté de Frédéric II et du marquis de Pescara pénètre sur le territoire de Parme avec une armée de 1 200 hommes d'armes et 18 000 fantassins et assiège la ville. Fin août, les portes s'ouvrent mais Colonna renonce, croyant que les troupes du duc de Ferrare et qu'une armée française approchaient.

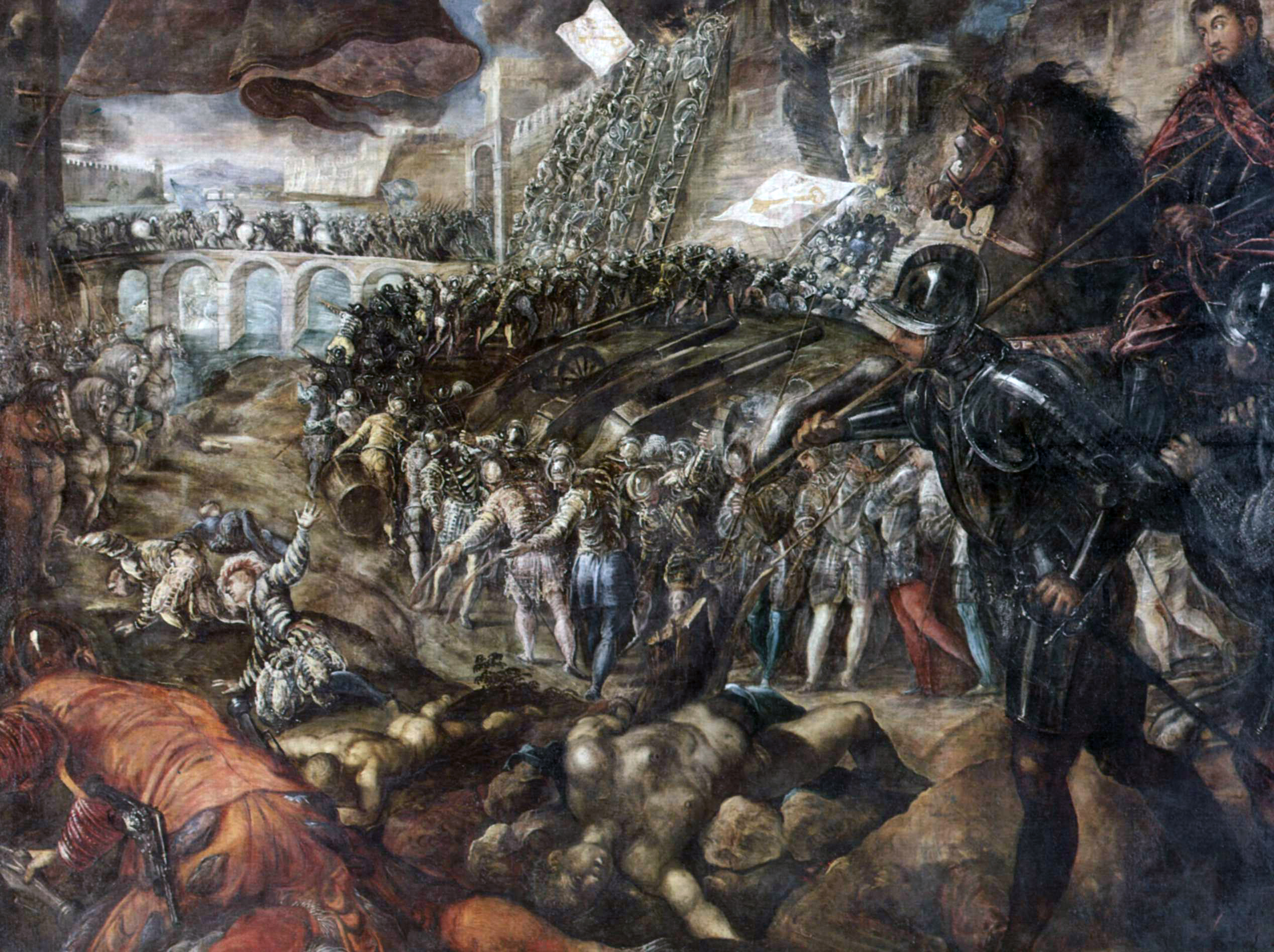
Frédéric II conquiert Parme en 1521.Tableau du Tintoret, 1578/79, pour son fils Guillaume
(Ancienne Pinacothèque, Munich)

À force de sollicitations, sa mère réussit à obtenir de l'Empereur le titre de duc pour son fils. Lors de son séjour à Mantoue, du 25 mars au 20 avril 1530, Charles Quint eut l’occasion de lui décerner le titre ducal le 8 avril 1530. À cette occasion, Anne d'Alençon veuve du marquis de Montferrat, Guillaume IX Paléologue, proposa au nouveau duc la main de sa fille Marguerite. Après Jean Georges de Montferrat, son oncle, marquis régnant, elle était l'héritière du marquisat et Anne souhaitait, par ce mariage, renforcer Montferrat face aux visées du duc de Savoie soutenu par la France. Le mariage fut célébré en 1531 et, en 1533, à la mort de Jean Georges, Frédéric devint marquis de Montferrat.
Les années suivantes vont être consacrées au plaisir du mécénat d'art. Commandé en 1524 et mis en chantier en 1525, le Palais du Te va être achevé en 1534 sous la houlette de l'architecte-peintre Jules Romain. Le Corrège exécutera pour Frédéric la série de peintures mythologiques sur les amours de Zeus : Antiope (Paris, Louvre), L'Enlèvement de Ganymède, Jupiter et Io (Vienne), Danaé (Rome, Galerie Borghèse), Léda et le Cygne (Berlin, Musée d'État).

## Mariage et descendance
Frédéric II se maria, le 5 octobre 1531 à Casal, avec Marguerite de Montferrat (1510-1566). Elle était la fille de Guillaume IX Paléologue, duc de Montferrat et d'Anne d'Alençon. Ils eurent sept enfants :
- François qui sera le 2e duc de Mantoue, titré François III et marquis de Montferrat, titré François Ier ;
- Eleonora (1535-1535) ;
- Anna (1536-1536) ;
- Isabelle de Mantoue (1537-1579), qui épousera, en 1566, Don Ferrante Francesco d'Avalos d'Aquino d'Aragona, prince de Francavilla et de Montesarchio, marquis del Vasto, fils d'Alfonso de Ávalos et de Maria d’Aragona ;
- Guillaume qui sera le 3e duc de Mantoue et marquis puis 1er duc de Montferrat ;
- Louis qui épousera, en 1565, Henriette de Clèves, duchesse de Nevers et comtesse de Rethel, sera lui-même duc de Nevers et de Rethel et sera le père de Charles qui reprendra le flambeau mantouan en 1627 ;
- Federico (1540-1565), évêque de Mantoue en 1563.

Il a auparavant eu deux enfants avec son amante Isabella Boschetti :
- Alessandro Gonzaga (it) (1520-1580) ;
- Emilia Gonzaga (it) (1524-1573).

Un an après sa mère, Frédéric II meurt en 1540, à l'âge de 40 ans, miné par la petite vérole (variole).

## Galerie

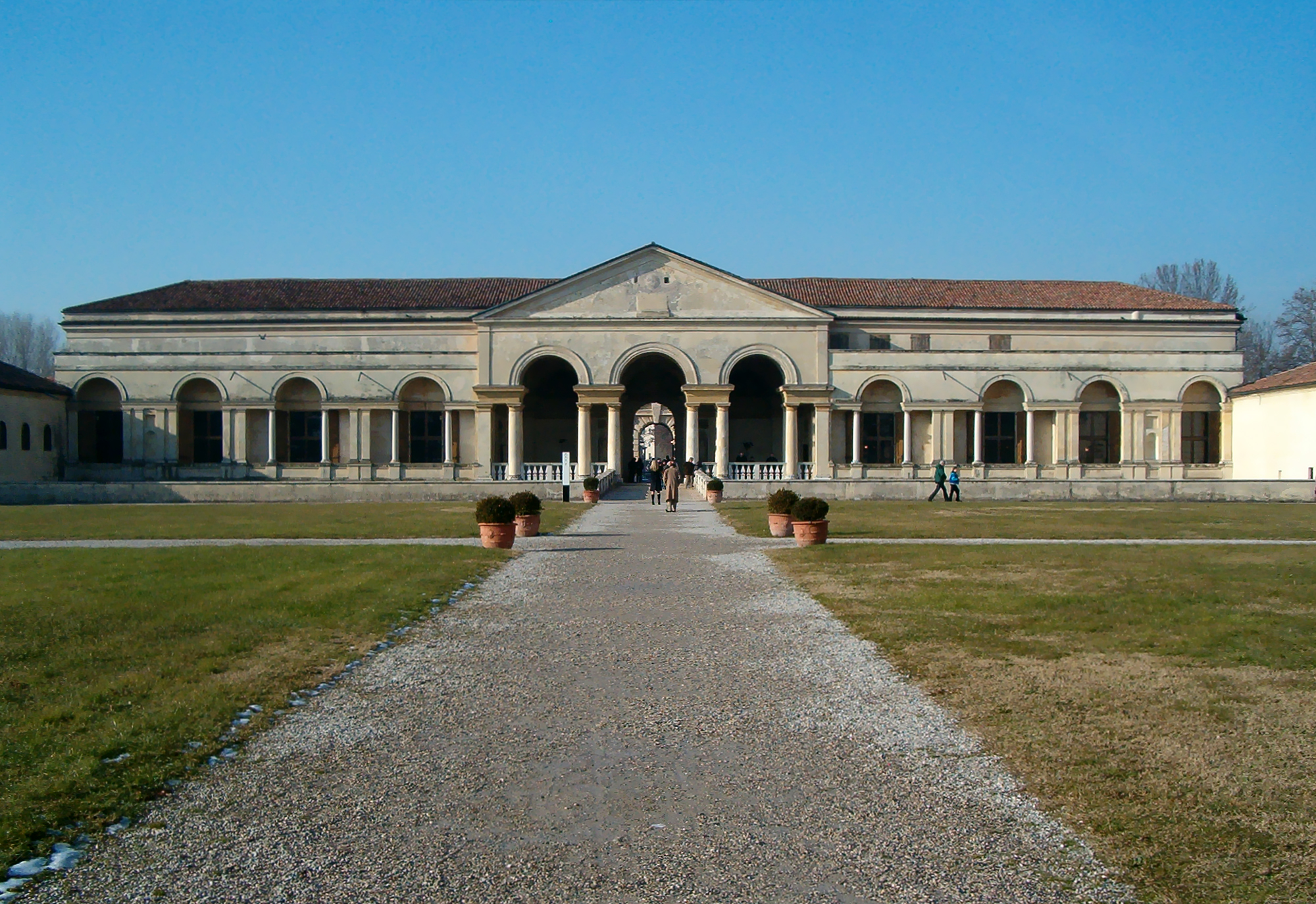
Palais du Te, Mantoue façade d'entrée arch. J. Romain, 1525/1534
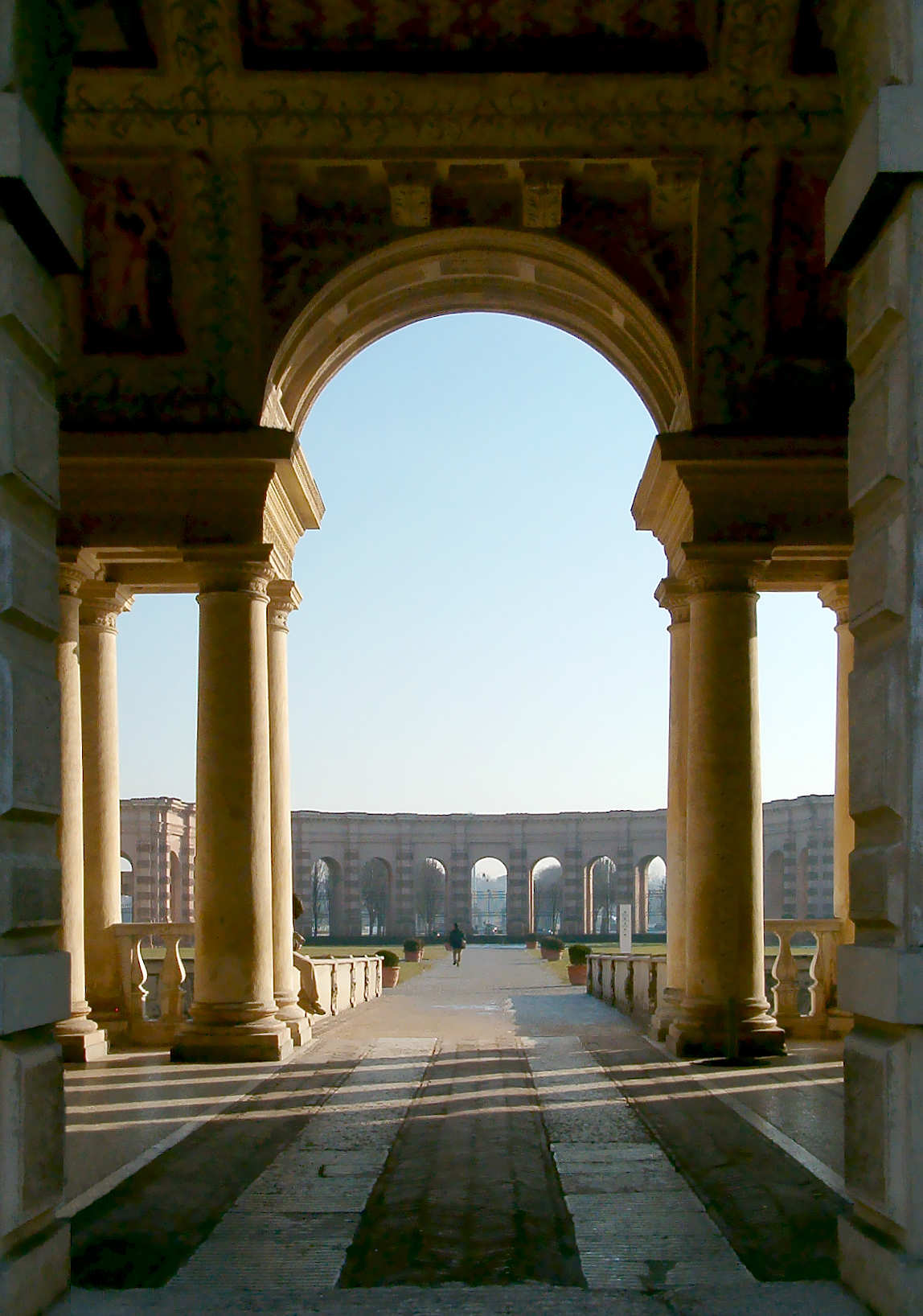
Palais du Te, Mantoue cour intérieure arch. J. Romain, 1525/1534